# Библиотека породице Градиновачки
Библиотека породице Градиновачки је историјски роман српске лекарке и књижевнице Снежане Вељковић, објављен 2019. године за издавачку кућу Евробук. Друго издање романа је објављено након смрти ауторке за издавача Стела 2024. године.

## Радња
Роман обухвата период од Балканских ратова до осамдесетих година СФРЈ, и у питању је породична и историјска сага породице Градиновачки и њихове библиотеке у бурном периоду 20-ог века.
Главни ликови су студент, а затим професор филозофије Андра Градиновачки, утицајне и богате српско-мађарске породице из Сомбора и Корзика "Зика" Једличка, млада студенткиња медицине из Ниша, чешко-српског порекла.
Андрина породица је годинама у својој кући окупљала културну елиту Срба у Аустроугарској, притом чувајући и  откупљујући важне књиге, рукописе и документа везану за историју и књижевност српског народа. Зика се родила на Корзици, у току избеглиштва приликом Првог светског рата, и иако верује да је њен отац чувени хирург, заправо је потомак заробљеног чешког војника, јер је њена мајка Донка у току рата била "официруша", жена лаког морала која је пратила војску.
Андра и Зика постају комшије у Београду, и иако је дупло млађа од њега, професор филозофије одлучује да је запроси, уверен да је она неко ко ће му бити добра сапутница у животу. Андра је као дете прележао заушке и зна да не може да има деце, те њихов брачни живот постаје препун еротизма када дозволи својој жени да доводи младе љубавнике у њихов стан, док их он фотографише, јер део његове библиотеке је највећа колекција еротске литературе и слика.
Ипак њихов живот се драстично мења након Другог светског рата, када се у њихов живот враћа Корзикин бивши љубавник, млади комуниста Марко ког су једном сакрили, и који је сада постао један од најутицајних људи у Удби.
Роман прати и животе и судбину њихових потомака до унуке Лазаре, која и приповеда причу о својој породици, као и судбину њихове изузетне библиотеке и уметничке колекције.
Књига је препуна аутентичних историјских података, а као ликови се појављују и значајне личности попут Петра Бојовића, Петра Добровића, Леке Ранковића, Ненада Паренте, Кетрин Макфејл, Зоран Костантиновић, брат Радомира Константиновића и многи други.